# 抓物機

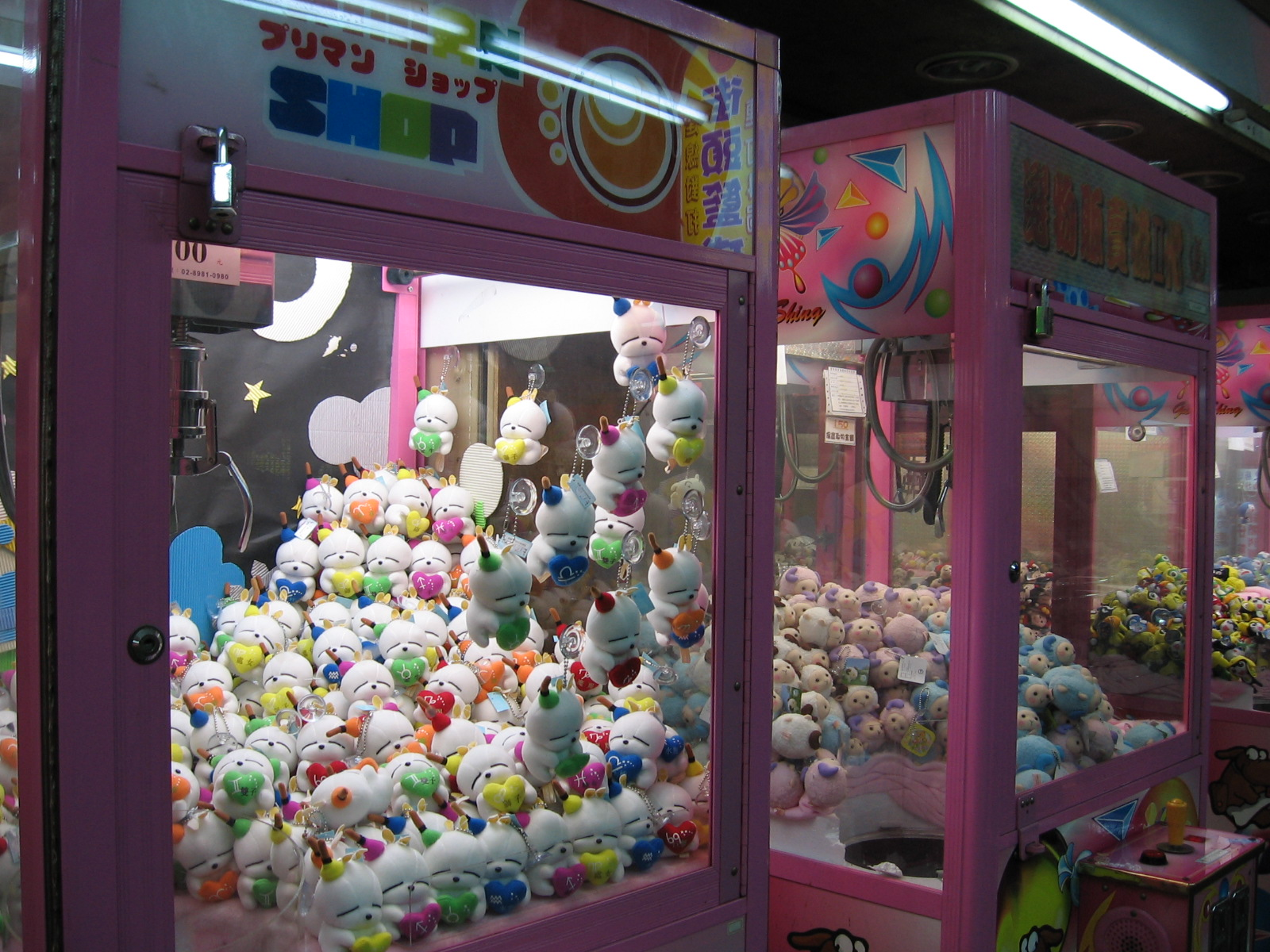
台灣士林夜市擺設的選物販賣機

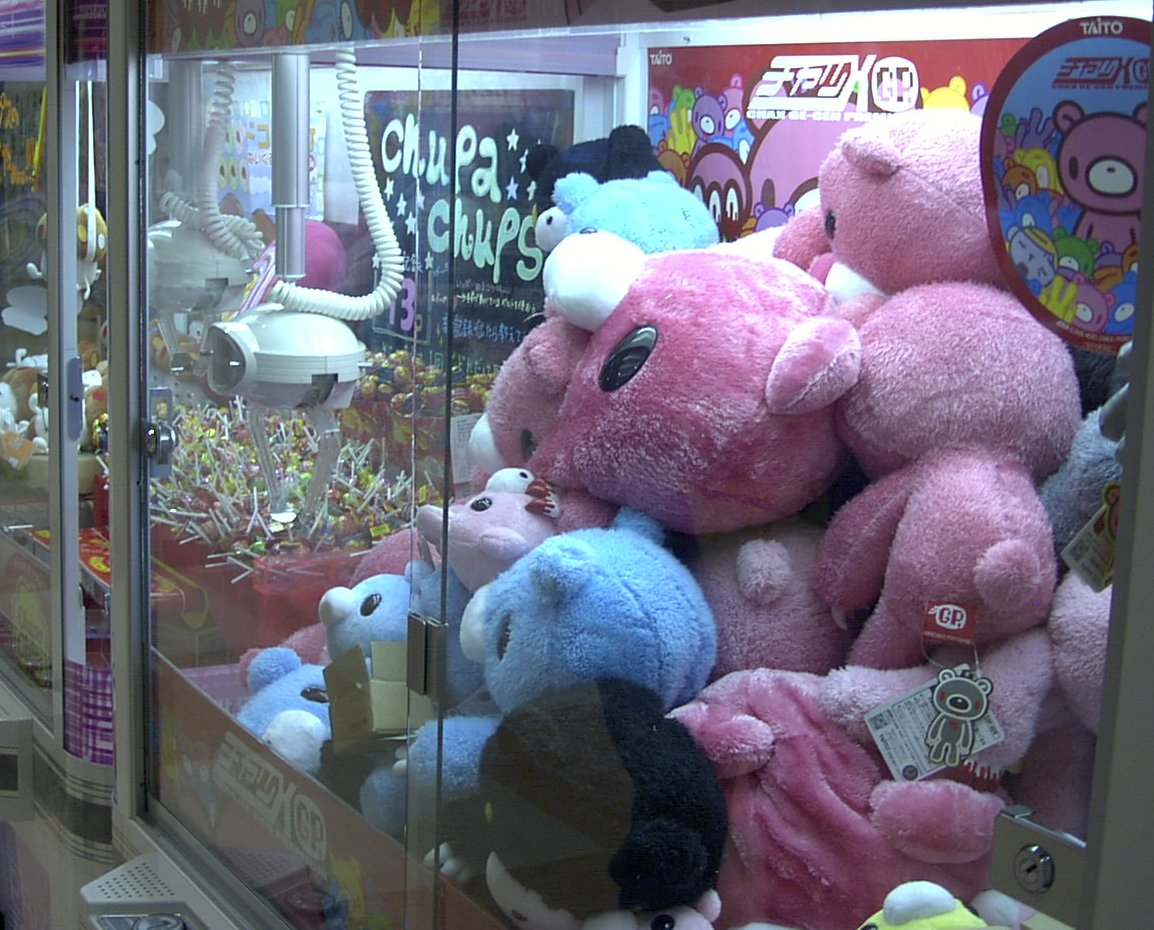
日本新潟市擺設的太東娃娃機

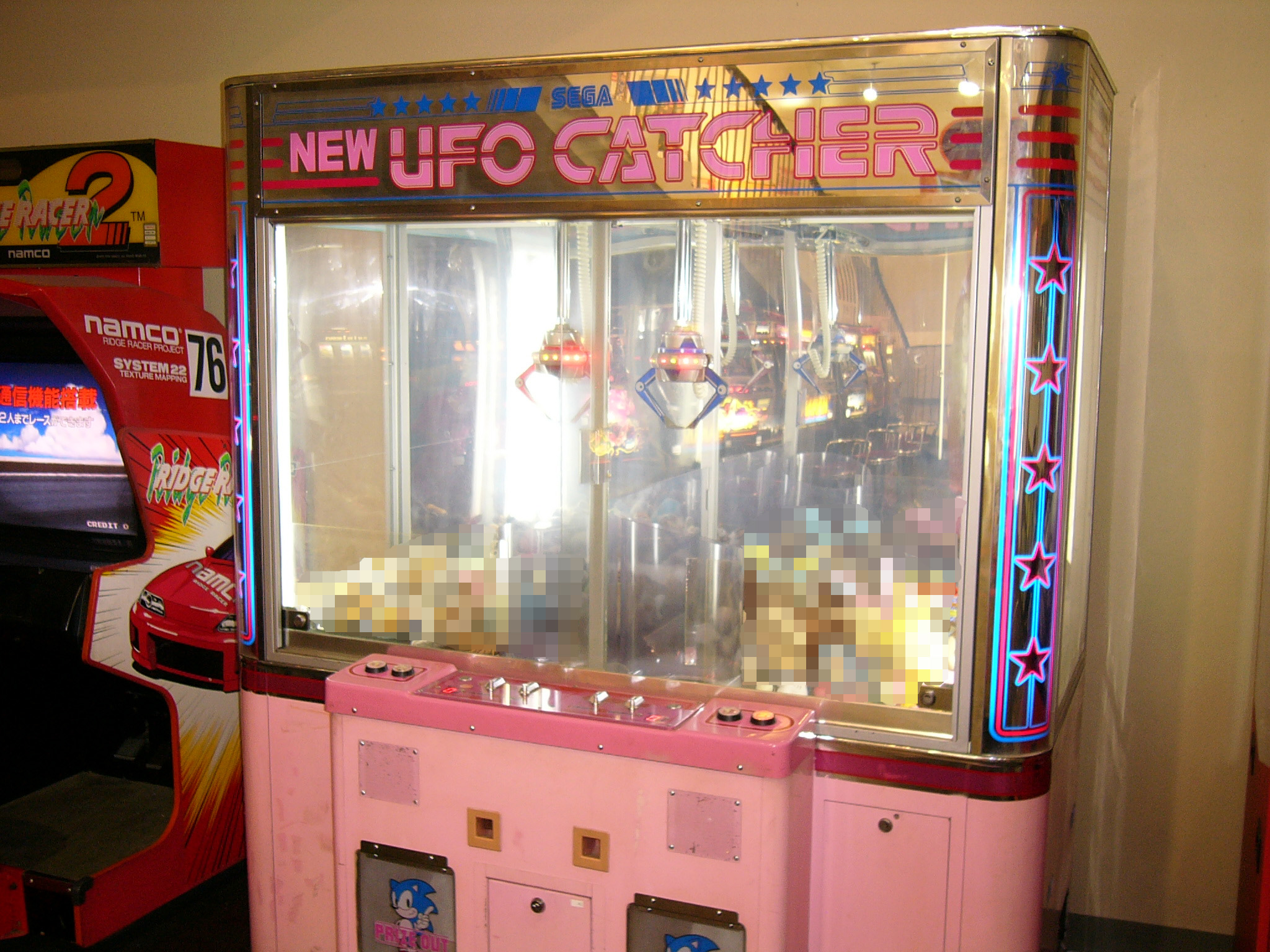
日本世嘉NEW UFO CATCHER選物販賣機

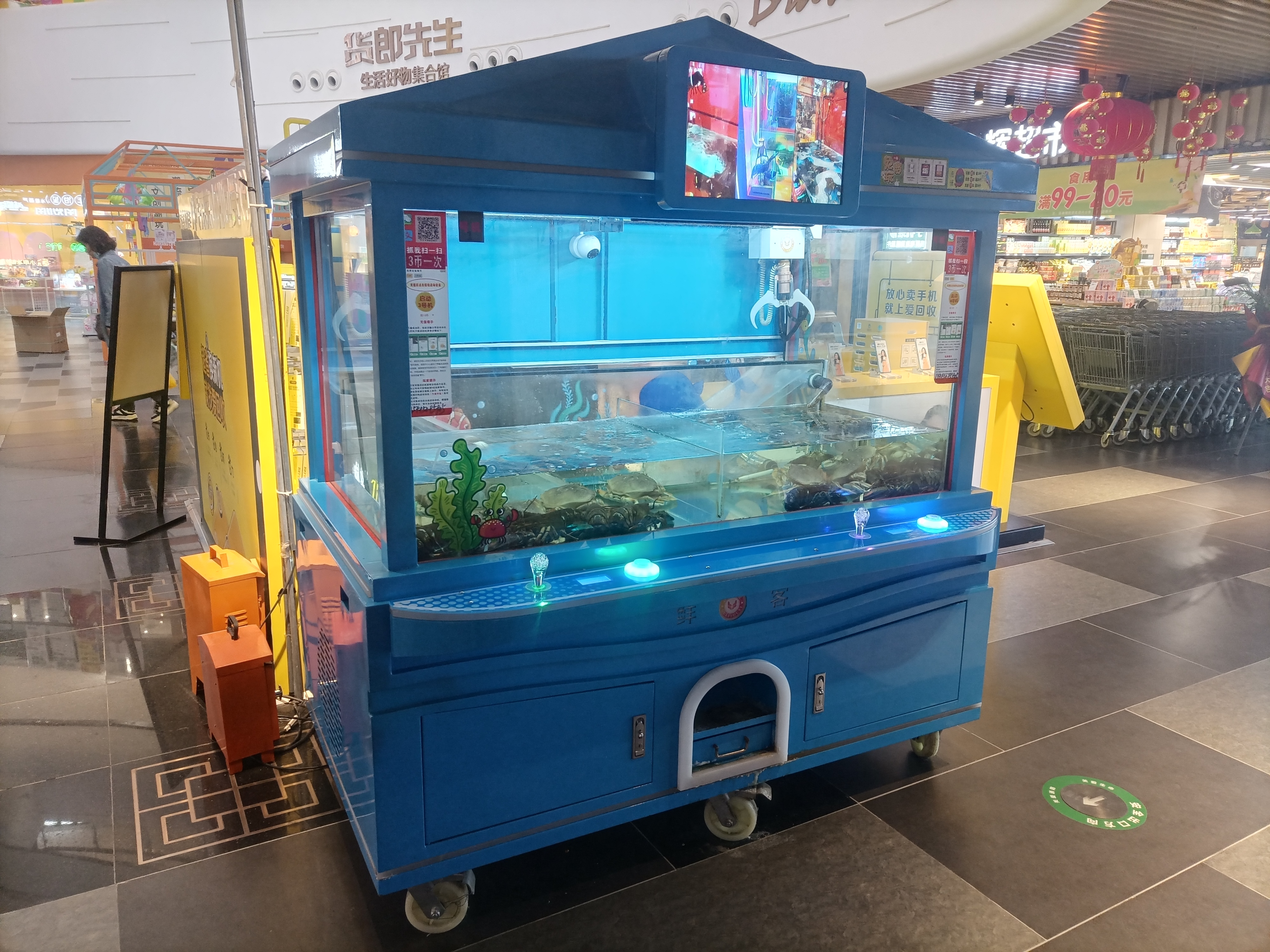
海鲜娃娃机

抓物機（英語：claw crane）或稱夾娃娃機、釣物機是一種電子遊戲機，它將奖励物品陳列於透明箱內，當玩家投入錢幣後，可以控制一个機械手臂来抓取其中的物品，如果成功抓住并被自动放入取物孔则可获得该物品作为奖品。有些抓物機會設定保證價格，也就是玩家投幣滿機台設定的金額後，可以一直嘗試夾取物品直到成功到手。
抓物機的內容物五花八門，傳統以毛絨玩具（即娃娃，也是被俗稱為"娃娃機"的由來）為多，現今除毛絨玩具外，也有商家將手錶、鑰匙圈、食物、衣物等放置箱中。

## 各地差異

### 美國
抓物機是源自美國的一種糖果分配器，這些遊戲的早期版本包括巴拿馬蒸汽鏟，伊利挖掘機（Erie Digger）和鐵爪（Iron Claw）；1939年動畫《Naughty but Mice》即出現此類產品，美國常在必勝客等店鋪能發現此類機器。台灣早期1965年亦有引進太東贸易的「CROWN 62」与 世嘉的「Skill Diga」此類產品，當時以夾糖果及香菸為主。

### 日本
1960年代義大利生產的「美洲虎之爪」流入日本，日本在1965年由太東貿易（現今的TAITO）仿造出了日本第一款同類產品，同年世嘉也推出了類似的設備。
主要在遊戲機中心出現，1985年世嘉販售「UFO CATCHER」是「選物販賣機」（或稱「禮品機」
）的濫觴，在日本成為抓物機的代名詞。

### 台灣
在台灣夜市或雜貨店常可見到。在臺灣官方認定上，一般「投幣式電動釣布娃娃機」（娃娃機）投幣次數不限、提供物品取決於技術及熟練程度；而選物販賣機則否，以保證夾取金額方式，販賣各種糖果、玩具、娃娃、禮品等，兩者不能一概而論。台裝抓物機在90年代異軍突起，銷售歐美與日本，佔美國80%以上市場，與拉霸同為台灣隱形冠軍企業之一。

### 歐洲
糖果分配器曾在歐洲盛行一時，後因經營商將糖果置換成錢幣，1951年該類裝置被定義為賭博裝置，遭法律明令禁止，歐洲的市場與發展因此中斷。

## 成本控制
为了控制运营成本，一部分经营者会控制夹娃娃机的抓取成功率，例如通过投入金币累积量等来控制抓具的收紧力度来调整成功率，从而迫使玩家需要投入大量金额去抓取物品，而运营者从而较快地收回投入成本。